# Иванов, Владимир Иванович (химик)
Владимир Иванович Иванов (14 апреля 1904, Удмуртия — 2 августа 1987 или 1987) — советский учёный в области органический химии, доктор технических наук (1944), профессор (1945). Академик АН Киргизской ССР (1960).

## Биография
Родился в посёлке Сюгинского стекольного завода.
Окончил химический факультет Московского высшего технического училища им. Баумана (1931).
Работал в Военной академии химической защиты, одновременно в 1930—1939 — в Институте хозяйственников оборонной промышленности, в 1939—1960 — в Институте органической химии АН СССР.
С 1960 года в АН Киргизской ССР, директор Института органической химии АН Киргизской ССР (1960—1975), затем заведующий лабораторией.

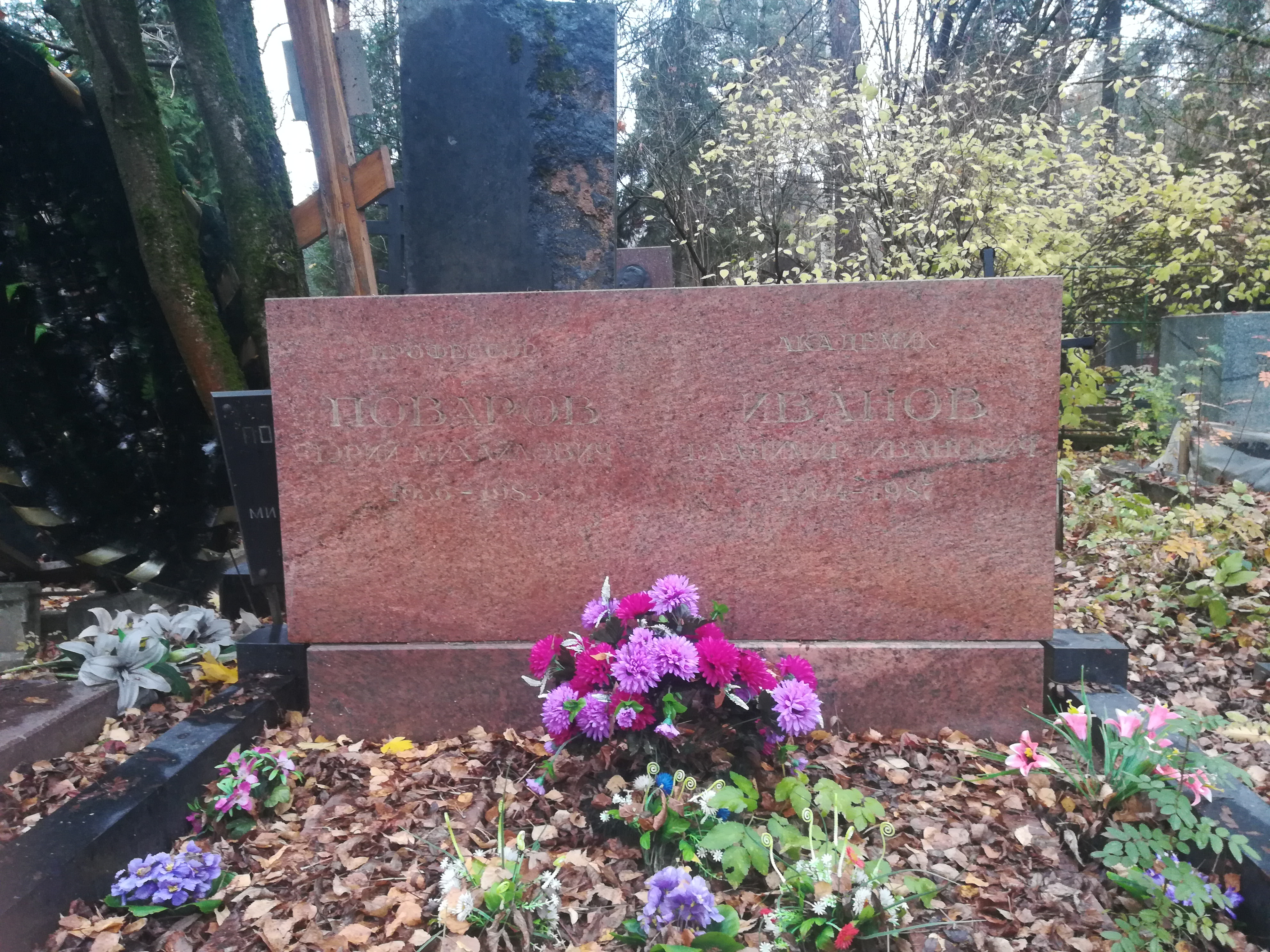
Могила на Кунцевском кладбище

Похоронен на Кунцевском кладбище (10 уч.)

## Научные интересы
Руководил добычей ценных углеводородов на заводах Кыргызстана с целью использования природных ресурсов республики в народном хозяйстве. Имеет более 200 научных публикаций, в том числе 5 монографий, 40 изобретений.